# Narve Gilje Nordås
Narve Gilje Nordås, född 30 september 1998, är en norsk friidrottare som tävlar i medeldistanslöpning och långdistanslöpning.

## Karriär
Vid världsmästerskapen i friidrott år 2023 i Budapest tog han brons på 1 500 meter. Han har även vunnit tre guld i de norska mästerskapen.